# Rueda de casino
La rueda de casino o rueda cubana es un estilo de baile para el son montuno o guaracha y luego para el nombre comercial que se le pondría a toda la música cubana bajo un solo nombre: salsa.

## Origen
La rueda de casino nació en Cuba en la década de los 50, aproximadamente en el año de 1956. Su nombre se debe a que surgió y se bailó por primera vez en el Club Casino Deportivo de este país. Esta forma de bailar haciendo un coro lo trajeron los esclavos africanos desde la isla de Annobón (Guinea ecuatorial) y es un baile tradicional de esta isla llamado Tombo Loso (tambor del pueblo), de esta isla también es originario el Cumbé lo que hoy se llama La Cumbia.

## Coreografía
La rueda la forman parejas de bailarines en un número indeterminado que realizan figuras de baile combinadas entre ellos. Cuando nace la rueda en los años 50 no se baila salsa sino son, casi siempre son montuno, guaracha y también chachachá, etc. De esta forma creativa surgió esta manera de bailar que más adelante se aplica plenamente bailando salsa.
Debido a que la rueda la integran varias parejas se hace necesario poner nombre a las figuras de baile con la finalidad de que sean entendidas por todos los integrantes.
Existen más de 300 figuras que son reconocidas en varios países. Sin embargo la Rueda de Casino dista de ser una expresión cultural estandarizada. Los pasos más conocidos suelen dividirse en tres niveles principales: Nivel Básico, Nivel Intermedio y Nivel Avanzado. No obstante, en algunas academias de Rueda de Casino existen niveles más avanzados llamados frecuentemente Nivel Maestro o Ultra Avanzado en donde se realizan figuras extremadamente complejas y suelen crearse colectivamente nuevas figuras y piezas coreográficas. Los nombres de las figuras que se mencionan a continuación pueden variar entre países o incluso entre ciudades y escuelas.

## Lista de pasos o figuras
| Pasos o Figuras |
| --- |
| En esta etapa suelen desarrollarse elementos como el ritmo, la coordinación, la memoria y la lateralidad. 1. Paso básico (paso básico en el puesto y paso de son) 2. Caminar arriba – caminar abajo 3. Tornillo 4. Al medio 5. Un secretico, una meadita, sacúdelo, agua del pozo, bulla, beso al santo 6. Cachito 7. Cachito hasta la tuya 8. Cambio de pareja 9. Desplazamiento lateral 10. Paséala 11. Exhibela o sácala 12. Alarde 13. Sácala con alarde o los dos 14. Sacude la mata – recoge los frutos 15. Dile que no 16. Martillo 17. Fly, Linea, Rolin 18. Los tres o Festival de fly 19. Muñequita – fly – down – mata la cucaracha 20. Tacañito – tacañita 21. Yogur – chocolate – yogur con tapa 22. Ni pa ti, ni pa mi 23. Dame 24. Dame dos, dame tres, dame cuatro, etc. 25. Mentira 26. Enchufla 27. Cortico (enchufla sin dame) 28. Por dentro y por fuera 29. Cachito y no la sueltes 30. Cachito de mentiras 31. Trencito 32. Echeverría 33. Enchufla (doble-triple) 34. Festival de pelotas 35. Aspirina 36. Vacila 37. Medio cagua 38. Ponle un cagua 39. Partición y sumatoria 40. Prepárate para la foto – tómale la foto 41. Adiós a la prima 42. Prima con hermana 43. Familia 44. Enchufla al medio 45. Izquierda – Derecha – Flor 46. Cero 47. Ocho 48. Benjamín 49. Triple play 50. Pancake – Dale lo que a ella no le gusta 51. Policía – Recoge un kilo 52. Príncipe malo – Príncipe bueno 53. Dame dos con asare 54. New York 55. Vacílence los dos 56. Vacílala con alarde 57. Dame dos con Cuba 58. Dame pa’rriba 59. Enchufla pa’rriba 60. Enchufla con alarde 61. Escóndete (Enchufla y alarde por arriba) 62. Uno 63. Dos 64. Patín 65. Patín doble 66. Vacila el tren 67. Cagua Mambero 68. Cagua doble 69. Kentucky 70. Enchufla mambero 71. Doble play – Doble play con vuelta 72. Enchufla con manolín (Variantes) 73. Pachanga (H adentro – M afuera) 74. Sombrero y paséala 75. 45 76. Vacila con engaño 77. Dame directo 78. Dame con chocolate 79. Daiquiri (Dame con las manos) 80. Pal piso 81. Festival de patines 82. Jardín |
| El control corporal, el buen manejo de la pareja y la coordinación en rueda será lo más importante en estos niveles. 1. Siéntala 2. Media 3. Enchufa jumping 4. Enchufa a lo moderno 5. Coca-Cola (enchufa o dame) 6. 70 – 70 y siéntala 7. 71 8. 72 9. Rico suave 10. 70 enlazado 11. Montaña 12. Dedo 13. 81 14. Puente 15. Balsero 16. Cagua complicado 17. Enlazada 18. Prima hermana semi tia tres 19. Nudo 20. Paseo por atrás – Tiempo España – Por arriba y por debajo 21. Dame con azúcar 22. Pepsi – Cola 23. 7Up 24. Babosa 25. Juanjo 26. Sombrero con plancha 27. Pienso en ti 28. Coca-cola por detrás 29. A Bayamo por debajo 30. Egoísta 31. Cero con mambo 32. Dedo, guarapo y bota 33. Pelota Cubana 34. Pártele el brazo 35. 73 36. 70 con corona 37. Festival de sácala 38. 84 39. Puente santiaguero 40. El ocho santiaguero 41. Evelyn 42. Enchufa doble giro |
| En esta etapa se logra el dominio de figuras avanzadas, mejorando la coordinación y adquiriendo mayor fluidez en la rueda incluso en piezas musicales con tempo muy veloz. 1. Pelota loca 2. Pelota clave 3. Pedro navaja 4. Toma corriente 5. New York complicado 6. Pa´rriba invertido 7. Cadeneta 8. Amistad complicate 9. La familia de Jesús 10. Chapeando 11. 70 complicado 12. Juana la Cubana 13. Abanico 14. Casate 15. 70 a lo moderno 16. Pin pelota 17. 80 18. 33 19. 7 loco 20. Dame con alarde 21. Combinación 22. Reloj 23. Guayabita 24. Festival de palma 25. Dedo Guarapo y bota por detrás 26. Nudo complicado 27. Enchufa con bikini 28. Dedo complicado 29. Buceo 30. Tusa Cutusa 31. Caza al pato 32. 12 33. Toma corriente complicado 34. mezcla 35. A bayamo por matanzas 36. Paséala por bayamo 37. Ana 38. Setenta a la francesa 39. Tira la sabana: 40. Kentucky complicado 41. Azuquitar 42. Arco iris 43. 70 complicadísimo 44. Mambo complicado 45. Paséala por Santiago |
| Las figuras de nivel avanzado se caracterizan por ser diferentes en su estructura frente a las figuras en dónde tienen su origen. Estas figuras cuentan con gran complejidad y un toque 'moderno'. 1. Daiquirí complicado 2. A bayamo 3. Pan cortado 4. Juana la Cubana Complicado 5. Charanga 6. Cruce 7. Jardín complicado 8. Susana 9. Machucho 10. El mago 11. Dedo saboreado 12. 84 complicado 13. Sorpresa 14. Vacila complicado 15. 70 Nuevo 16. Paséala por la habana 17. Melao 18. Bucanero 19. Paséala por Santiago 20. Combinación Habanera 21. Copelia 22. Ajiaco 23. Setenta complicadísimo 24. Michelin 25. Espejo 26. A bayamo en coche 27. Thalía 28. Enchufa con rumba complicado 29. Muelle 30. Turun tun tun 31. Maykel 32. Cubata 33. Bacardí limón 34. Fuakata 35. Pasillea 36. Pankake a lo moderno 37. Super Mario 38. 78 39. Abanico complicado 40. Coquito con melao 41. Arcoíris Complicado 42. 75 43. Pégate 44. Carnaval 45. Palma rota 46. Sombrero complicado 47. Ponle sabor 48. Arcoíris moderno |